# Донамарія
Донамарія (баск. Donamaria (офіційна назва), ісп. Donamaría) — муніципалітет в Іспанії, у складі автономної спільноти Наварра. Населення — 433 особи (2009).
Муніципалітет розташований на відстані близько 340 км на північний схід від Мадрида, 33 км на північ від Памплони.
На території муніципалітету розташовані такі населені пункти: (дані про населення за 2009 рік)
- Донамарія: 320 осіб
- Гастелу: 113 осіб

## Демографія
Динаміка населення (INE ):

## Галерея зображень

Розташування муніципалітету